# أبجدية روفاش
أبجدية روفاش (Székely Rovásírás) هي أبجدية رونية مجرية تعتمد على النص الروني جوكتورك.
على الرغم من حظره من قبل إستفان ، أول ملك مسيحي للمجريين، الذي أمر "بتدمير جميع نقوش ما قبل المسيحية"، فقد تم استخدامه في بعض أجزاء ترانسيلفانيا حتى خمسينيات القرن التاسع عشر. تمت كتابة الرونية المجرية عمومًا على قطع خشبية وحجرية باستخدام طريقة البستروفيدون . في هذه الطريقة يتم كتابة النص بشكل متتابع من اليمين إلى اليسار ومن اليسار إلى اليمين. احتوى النص الروني على أحرف منفصلة لكل صوت باللغة المجرية ، وفي هذا الصدد كان أكثر ملاءمة للغة المجرية من الأبجدية اللاتينية .
1. 1 2 3  وصلة مرجع: https://www.unicode.org/iso15924/iso15924-codes.html.
2. ↑  وصلة مرجع: http://www.unicode.org/versions/Unicode13.0.0/ch08.pdf.
3. ↑  وصلة مرجع: https://www.unicode.org/charts/PDF/U10C80.pdf.
4. ↑  وصلة مرجع: https://www.unicode.org/versions/Unicode13.0.0/ch08.pdf.